# Weathertech Sportscar Championship 2018
Weathertech Sportscar Championship 2018 var den femte säsongen av den nordamerikanska racingserien för sportvagnar och GT-bilar, United SportsCar Championship och sanktionerades av International Motor Sports Association. Säsongen omfattade 12 deltävlingar.

## Tävlingskalender
| Datum         | Bana         | Segrare Prototype - Team                             | Segrare GTLM - Team                          | Segrare GTD - Team                                        |
| Datum         | Bana         | Segrare Prototype - Förare                           | Segrare GTLM - Förare                        | Segrare GTD – Förare                                      |
| ------------- | ------------ | ---------------------------------------------------- | -------------------------------------------- | --------------------------------------------------------- |
| 27-28 januari | Daytona      | Mustang Sampling Racing                              | Ford Chip Ganassi Racing                     | GRT Grasser Racing Team                                   |
| 27-28 januari | Daytona      | Filipe Albuquerque João Barbosa Christian Fittipaldi | Ryan Briscoe Scott Dixon Richard Westbrook   | Mirko Bortolotti Rik Breukers Rolf Ineichen Franck Perera |
| 17 mars       | Sebring      | Tequila Patrón ESM                                   | Porsche GT Team                              | Paul Miller Racing                                        |
| 17 mars       | Sebring      | Pipo Derani Nicolas Lapierre Johannes van Overbeek   | Frédéric Makowiecki Patrick Pilet Nick Tandy | Corey Lewis Bryan Sellers Madison Snow                    |
| 14 april      | Long Beach   | Mustang Sampling Racing                              | Corvette Racing                              | Inga deltagare                                            |
| 14 april      | Long Beach   | Filipe Albuquerque João Barbosa                      | Oliver Gavin Tommy Milner                    | Inga deltagare                                            |
| 6 maj         | Mid-Ohio     | Acura Team Penske                                    | Porsche GT Team                              | 3GT Racing                                                |
| 6 maj         | Mid-Ohio     | Hélio Castroneves Ricky Taylor                       | Earl Bamber Laurens Vanthoor                 | Dominik Baumann Kyle Marcelli                             |
| 2 juni        | Belle Isle   | Whelen Engineering Racing                            | Inga deltagare                               | Meyer Shank Racing                                        |
| 2 juni        | Belle Isle   | Eric Curran Felipe Nasr                              | Inga deltagare                               | Mario Farnbacher Katherine Legge                          |
| 1 juli        | Watkins Glen | JDC-Miller Motorsports                               | Ford Chip Ganassi Racing                     | Turner Motorsport                                         |
| 1 juli        | Watkins Glen | Mikhail Goikhberg Chris Miller Stephen Simpson       | Joey Hand Dirk Müller                        | Dillon Machavern Markus Palttala Don Yount                |
| 8 juli        | Mosport      | CORE Autosport                                       | Ford Chip Ganassi Racing                     | Mercedes-AMG Team Riley Motorsports                       |
| 8 juli        | Mosport      | Jon Bennett Colin Braun                              | Ryan Briscoe Richard Westbrook               | Jeroen Bleekemolen Ben Keating                            |
| 21 juli       | Lime Rock    | Inga deltagare                                       | Ford Chip Ganassi Racing                     | Paul Miller Racing                                        |
| 21 juli       | Lime Rock    | Inga deltagare                                       | Joey Hand Dirk Müller                        | Bryan Sellers Madison Snow                                |
| 5 augusti     | Road America | CORE Autosport                                       | Ford Chip Ganassi Racing                     | Wright Motorsports                                        |
| 5 augusti     | Road America | Jon Bennett Colin Braun                              | Ryan Briscoe Richard Westbrook               | Patrick Long Christina Nielsen                            |
| 19 augusti    | Virginia     | Inga deltagare                                       | BMW Team RLL                                 | 3GT Racing                                                |
| 19 augusti    | Virginia     | Inga deltagare                                       | Connor De Phillippi Alexander Sims           | Dominik Baumann Kyle Marcelli                             |
| 9 september   | Laguna Seca  | Tequila Patrón ESM                                   | BMW Team RLL                                 | Meyer Shank Racing                                        |
| 9 september   | Laguna Seca  | Pipo Derani Johannes van Overbeek                    | Connor De Phillippi Alexander Sims           | Katherine Legge Álvaro Parente                            |
| 13 oktober    | Road Atlanta | Wayne Taylor Racing                                  | Porsche GT Team                              | Scuderia Corsa                                            |
| 13 oktober    | Road Atlanta | Ryan Hunter-Reay Jordan Taylor Renger van der Zande  | Frédéric Makowiecki Patrick Pilet Nick Tandy | Gunnar Jeannette Cooper MacNeil Daniel Serra              |

## Slutställning
| Klass     | Förare                       | Team                      | Bilmärke    |
| --------- | ---------------------------- | ------------------------- | ----------- |
| Prototype | Eric Curran Felipe Nasr      | Whelen Engineering Racing | Cadillac    |
| GTLM      | Antonio García Jan Magnussen | Corvette Racing           | Ford        |
| GTD       | Bryan Sellers Madison Snow   | Paul Miller Racing        | Lamborghini |